# Charles Varinot
Charles Varinot est un homme d'affaires français, né le 14 février 1833 à Tannois et décédé à Nice le 12 mars 1891.

## Biographie
Il est  entrepreneur de travaux publics autodidacte. À 26 ans, il créa sa propre entreprise.
Il obtint la concession d'une ligne de chemin de fer à écartement métrique qu'il construisit et exploita en créant La Compagnie meusienne de chemins de fer. 
La concession Varinot comprenait les lignes de  Bar-le-Duc à Vaubécourt et de Rembercourt-aux-Pots à Clermont-en-Argonne, une dernière branche allait de Beauzée-sur-Aire à Verdun.
Pendant la Grande Guerre, la section de ligne de Bar-le-Duc à Verdun contribua largement au ravitaillement de Verdun en vivres, hommes et munitions et au rapatriement des blessés. (voir aussi le Meusien)
Charles Varinot exerça ses talents dans les domaines portuaires, ferroviaires et militaires. Il reçut en 1878 la médaille d'or du Ministère des Travaux Publics.
Un article approfondi relatant la personnalité exceptionnelle de Charles Varinot et ses réalisations est paru dans le N°102 (septembre 2011) de la revue Connaissance de la Meuse. 